# Гуцуляк Андрій Вікторович
Андрій Вікторович Гуцуляк (нар. 21 лютого 1996, с. Вільховець, Тернопільська область, Україна) — український музичний продюсер, музикант, співзасновник та саунд-продюсер електронного гурту «TVORCHI».

## Життєпис
Андрій Гуцуляк народився 21 лютого 1996 року в селі Вільховець, нині Мельнице-Подільської громади Чортківського району Тернопільської области України.
Закінчив Чортківський державний медичний коледж, Тернопільський національний медичний університет імені І. Я. Горбачевського.
Активний учасник наукових студентських конференцій у Тернопільському національному медичному університеті імені І. Я. Горбачевського.

## Творчість
Захоплюється музикою з 2010 року.
У 2017 році спільно з Джеффрі Кенні випустив сингл «Slow» на американському музичному лейблі AIA (Artist Intelligence Agency).
У 2018 році хлопці заснували гурт «Tvorchi».
|                  | Ми познайомилися просто на вулиці. Я підійшов до Джефрі, плеснув його по плечу та сказав: «Привіт, мене звати Андрій, я хотів би попрактикувати з тобою свою англійську мову, а заодно підівчу тебе української». А історія гурту «TVORCHI» почалася на мій день народження, коли Джефрі заспівав пісню «Happy Birthday». Таким чином я вперше почув його вокал. Згодом однієї ночі в 00:00 ми написали свій перший сингл «Slow», який вийшов у світ 2017 року. Якщо мовити про «розподіл ролей» у гурті, то я – саунд-продюсер і «відповідальний» за музику, а Джефрі – лірик-майстер, автор пісень і вокаліст. |
| — Андрій Гуцуляк | |

На сцені «Арени Львів» Андрій та Джеффрі Кенні виступали з такими відомим виконавцями, як Тіна Кароль, Арсен Мірзоян, Melovin, Jerry Heil та гуртом «Без Обмежень».
У 2020 р. Андрій та Джеффрі Кенні потрапили до фіналу національного відбору «Євробачення 2020».
У 2022 році Андрій та Джеффрі Кенні потрапили до фіналу національного відбору «Євробачення 2023 » і зайняли 6 місце.